# 2002 en basket-ball
Chronologie du basket-ball
2001 en basket-ball - 2002 en basket-ball - 2003 en basket-ball
Les faits marquants de l'année 2002 en basket-ball

## Récapitulatifs des principaux vainqueurs de compétitions 2001-2002

### Masculins
| Europe - Ligue adriatique : Olimpija Ljubljana - Allemagne : ALBA Berlin - Autriche : Montan Kapfenberg - British Basketball League : Chester Jets - Belgique : - - Croatie : Cibona Zagreb - Espagne : Tau Vitoria - Euroligue : Kinder Bologne - France : Addecco ASVEL - Grèce : AEK Athènes - Israël : Maccabi Tel-Aviv - Italie : Benetton Trévise - Coupe Korać : SLUC Nancy - Lituanie : Lietuvos Rytas (basket-ball) - Lettonie : BK Ventspils - NEBL : Lietuvos Rytas (basket-ball) - Norvège : Asker Aliens - Pologne : Idea Śląsk Wrocław - Portugal : - - Coupe Saporta : Montepaschi Siena - Russie : Ural Great Perm - République tchèque : BK Opava - Slovaquie : Slovakfarma Pezinok - Suède : Plannja Luleå - Suisse : Lugano Tigers - Turquie : Efes Pilsen Istanbul | Amériques - Argentine : AD Atenas - Brésil : A Bauru BC - CBA : - - Liga Sudamericana : Libertad Sunchales - NBA : Los Angeles Lakers - Porto Rico : Leones de Ponce - NCAA : Maryland Terrapins - Venezuela (LPB) : Trotamundos de Carabobo - Venezuela (LNB) : Delfines de Miranda | Afrique, Asie, Océanie - Coupe d’Afrique : Primeiro de Agosto - Angola : CD 1° de Agosto - Australie : Adelaide 36ers - Maroc : TS Casablanca - Nouvelle-Zélande : Waikato Titans |

### Féminines
| Europe - Ligue adriatique : ŽKK Celje - Allemagne : BTV Gold-Zack Wuppertal - Ligue baltique : LT Vilnius - Belgique : BCSS Namur - Bosnie-Herzégovine : KK Željezničar Sarajevo - Espagne : - - Euroligue : Valenciennes - France : Valenciennes - Lettonie : TTT Rīga - Hongrie : Sopron - Italie : Côme - Russie : - - République tchèque : - - Coupe Ronchetti : Famila Schio - Slovaquie : SCP Ružomberok - Slovénie : Ježica Ljubljana | Amériques - Argentine : - - Brésil : - - Canada : - - NCAA : UConn Huskies - NWBL : Houston Stealth - WNBA : Los Angeles Sparks | Afrique, Asie, Océanie - WKBL-été : - WKBL-hiver : |

## Naissances
- 22 janvier : Caitlin Clark, joueuse américaine.

## Décès
- 18 janvier : Alex Hannum, entraîneur américain.
- 5 août : Chick Hearn, commentateur américain.